# Stuttgarter Schachfreunde 1879
Die Stuttgarter Schachfreunde 1879 sind ein Schachverein in Stuttgart.
Der Verein entstand in seiner heutigen Form durch die 1971 erfolgte Fusion zweier Schachvereine. Der ältere Vorläufer war der 1879 gegründete Schachclub und spätere Schachverein Stuttgart 1879, der bis zum Zweiten Weltkrieg das Zentrum des württembergischen Schachlebens bildete. Von 1887 bis 1922 war Kommerzienrat Otto Rosenfeld († 1935) Vorsitzender, der 1910 den Schwäbischen Schachbund (den heutigen Schachverband Württemberg) gründete und bis 1923 leitete. Das Schicksal Rosenfelds vor und nach der Machtergreifung der Nationalsozialisten wurde 2007 in der Erzählung „Ehrenvorsitzender Rosenblum“ von Peter Schweickhardt literarisch verarbeitet.
In der Tradition eines vor dem Ersten Weltkrieg gegründeten Arbeiterschachklubs stand der Schachverein Stuttgart-Ost. Er gab sich 1952 den Namen Stuttgarter Schachfreunde 1907. Dank intensiver Jugendarbeit übernahm „07“ bald die Führung im württembergischen Schach. Diese Entwicklung wurde 1968 mit dem Gewinn der Deutschen Mannschaftsmeisterschaft gekrönt. Ein bekannter Spieler dieser Zeit war Dieter Mohrlok.
Nach dem Zusammenschluss der genannten Klubs nahm der gemeinsame Verein bald den heutigen Namen Stuttgarter Schachfreunde 1879 an. Die erste Mannschaft stieg 2002 in die Schachbundesliga auf. Zu den Spitzenspielern gehörten seinerzeit Christian Gabriel, Rainer Buhmann und Jörg Hickl. Wegen der Verschlechterung der Konjunktur und des Rückzugs des Hauptsponsors hielt diese Phase nicht lange an, im Jahr 2005 stiegen die Stuttgarter SF wieder aus der höchsten Klasse ab.
Seitdem wurde ein Neuaufbau erforderlich. In der Saison 2010/11 spielten die erste und die zweite Mannschaft in der Oberliga Württemberg. Der ersten Mannschaft gelang in dieser Saison der Aufstieg in die 2. Bundesliga, wo man sich als Amateurverein nicht lange halten konnte. Durch den Gewinn des Württembergischen Meisterbrettes und der Meisterschaft in der Oberliga Württemberg in der Saison 2018/19 gelang im April 2019 erneut der Aufstieg in die 2. Bundesliga Süd.